# David Beasley

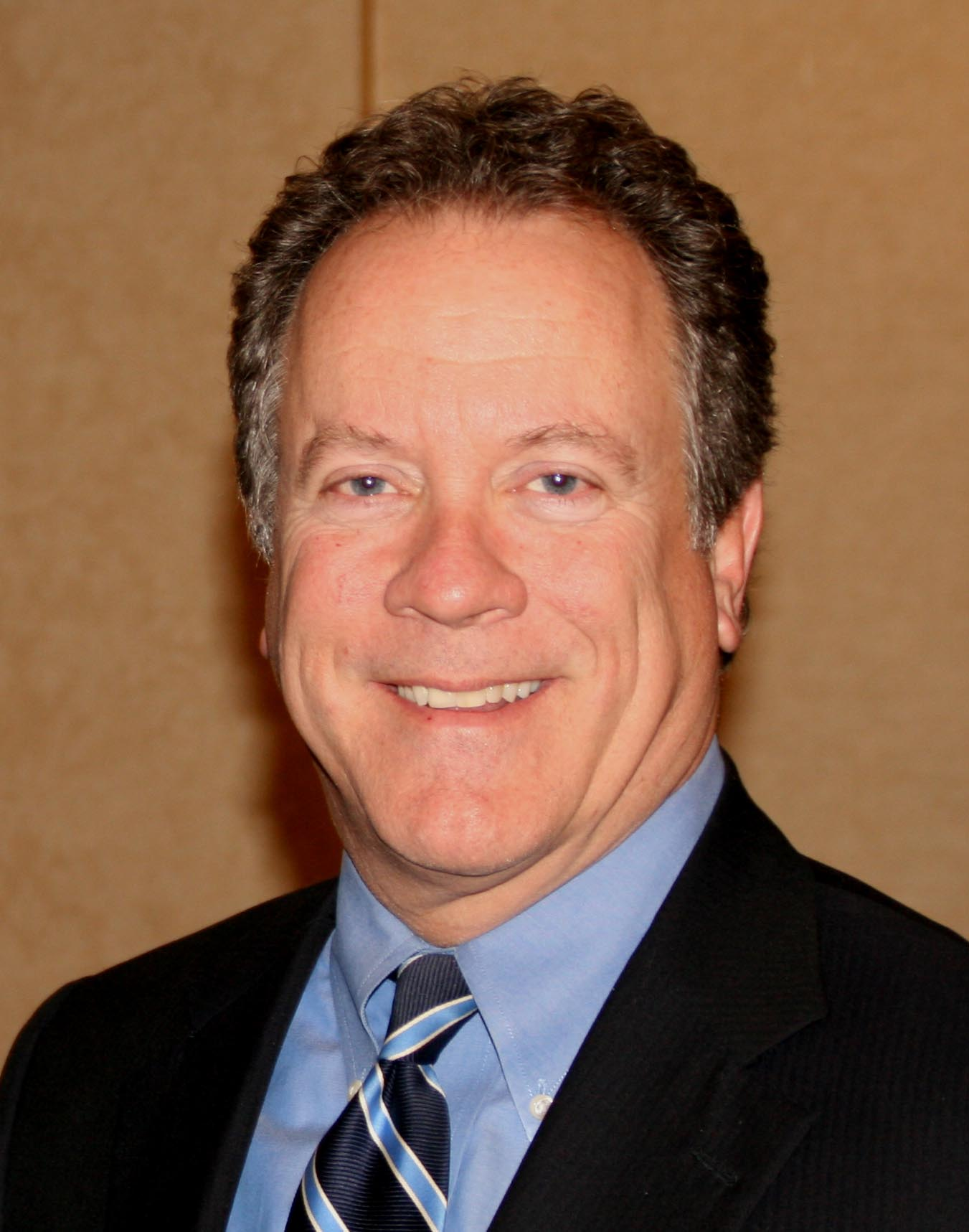
David Beasley (2011)

David Muldrow Beasley (* 26. Februar 1957 in Lamar, Darlington County, South Carolina) ist ein US-amerikanischer Politiker der republikanischen Partei. Er war zwischen 1995 und 1999 Gouverneur von South Carolina. Seit April 2017 ist er Exekutivdirektor des Welternährungsprogramms der Vereinten Nationen, dem am 9. Oktober 2020 der Friedensnobelpreis zuerkannt wurde.

## Frühe Jahre und politischer Aufstieg
David Beasley besuchte bis 1975 die Lamar High School, dann studierte er bis 1978 an der Clemson University Mikrobiologie. Es folgte ein Jurastudium an der University of South Carolina. Ursprünglich war Beasley Mitglied der Demokratischen Partei, er wechselte aber schon sehr früh zu den Republikanern. Zwischen 1979 und 1992 war er Abgeordneter im Landesparlament von South Carolina, in den letzten beiden Jahren als stellvertretender Sprecher des Hauses. Dort war er in verschiedenen Ausschüssen tätig. Er war außerdem Mitglied des Kuratoriums der University of South Carolina (1990–1991) und des Francis Marion Colleges (1988–1991).

## Gouverneur von South Carolina
Im Jahr 1994 wurde Beasley von der Republikanischen Partei zum Spitzenkandidaten für die anstehende Gouverneurswahl nominiert. Er gewann die Wahlen mit 50,4 % der Stimmen gegen seinen demokratischen Gegenkandidaten Nick Theodore. Als Gouverneur setzte er sich für die wirtschaftliche Weiterentwicklung seines Landes, eine Gefängnisreform und eine verbesserte Bildungspolitik ein. In seiner Amtszeit wurden in South Carolina für 11 Milliarden US-Dollar Investitionen getätigt, was zur Schaffung von 50.000 neuen Arbeitsplätzen führte. Auf dem Bildungssektor wurden die Lehrerbezüge angehoben, die Standards erhöht und die Lehrpläne neu gestaltet. Beasley war auch Mitglied einiger Gouverneursvereinigungen. Trotz seiner oben erwähnten Erfolge musste er 1998 bei seiner Wiederwahl eine deutliche Niederlage einstecken. Viele Wähler warfen ihm vor, nicht alle seine Wahlversprechungen von 1994 erfüllt zu haben. Außerdem kostete ihn seine ablehnende Haltung gegenüber der Forderung nach ganztägigen Kindergärten viele Wählerstimmen. Er verlor die Wahl gegen James Hovis Hodges. 2004 bewarb er sich erfolglos um einen Sitz im US-Senat. In den Vorwahlen für die US-Präsidentschaftswahlen des Jahres 2008 unterstützte er den erfolglosen Mike Huckabee.

## Internationale Karriere
Im Februar 2017 nominierte die Ständige Repräsentantin der USA bei den Vereinten Nationen Nikki Haley (ebenfalls eine frühere Gouverneurin South Carolinas) David Beasley für das Amt des Exekutivdirektors des Welternährungsprogramms der Vereinten Nationen (WFP). Im März 2017 wurde er von UN-Generalsekretär António Guterres und dem damaligen Leiter der Ernährungs- und Landwirtschaftsorganisation der Vereinten Nationen (FAO) José Graziano da Silva in das Amt berufen.
Als Exekutivdirektor des WFP hat Beasley den Rang eines Unter-Generalsekretärs der Vereinten Nationen und ist Mitglied der Senior Management Group (SMG) unter der Leitung von António Guterres. Seit 2019 ist er Mitglied des Beratergremiums für Humanitäre Investitionsvorhaben des Weltwirtschaftsforums.

## Privates
Davis Beasley ist verheiratet mit Mary Wood Payne, mit der er vier Kinder hat.